# Rick Hansen
Pour les articles homonymes, voir Hansen.
Rick Hansen est un athlète paraplégique et militant canadien né le 26 août 1957 à Port Alberni, en Colombie-Britannique. Il est paralysé lors d'un accident à l'âge de 15 ans. À l'exemple de son ami Terry Fox, qui a tenté la traversée à pied du Canada après avoir perdu une jambe à cause d'un cancer, il a voyagé dans le monde en chaise roulante pour lever des fonds pour la recherche sur la moelle épinière et le handisport. Hansen a été porteur de la flamme olympique aux Jeux olympiques d'hiver de 2010.